# Mirto Alikaki
Mirto Alikaki (grekiska Μυρτώ Αλικάκη), född 1972 i Paris, är en grekisk skådespelerska. Hon är utbildad vid scenskolan "Karolos Koun" och studerade fransk litteratur vid Aristotelesuniversitetet i Thessaloniki.

## Roller (i urval)
- (2007) – Kleftes
- (2001) – Kato Apo Ta Asteria
- 2001 – To Be Continued
- (2000) – Mavro Gala

## Fotnoter
1. ↑  grekiskspråkiga Wikipedia.[källa från Wikidata]
2. ↑  läs online, www.lifo.gr , läst: 8 november 2020.[källa från Wikidata]
3. ↑  Sergey Brin & Larry Page, Google.[källa från Wikidata]